# Paul Felske
Paul Felske (ur. 28 stycznia 1838 w Książkach k. Wąbrzeźna zm. 12 grudnia 1914 w Malborku) – pedagog i poeta niemiecki.
Dość wcześnie stracił całą rodzinę – gdy miał 17 lat stracił matkę, w 1855 roku zmarła jego żona Luise i ich jedyne dziecko. Rok później rozpoczął naukę w Seminarium Nauczycielskim w Malborku, później jako nauczyciel pracował m.in. w Chojnicach i Kałdowie. W swojej poezji wracał do wspomnień z dzieciństwa, wiersze są pełne religii i miłości dla ojczyzny. W 1901 roku napisał wiersz, który przeszedł do historii. To „Westpreussenlied” (Pieśń o Prusach Zachodnich). Jego przyjaciel, Hugo Hartman napisał do słów muzykę, a utwór szybko zdobył popularność. Zyskał rangę hymnu Prus Zachodnich i śpiewany jest do dziś przez dawnych mieszkańców tych ziem.